# 張戟
張戟（1422年—？），字器之，廣東廣州府南海縣人，明朝政治人物。進士出身。

## 生平
廣東鄉試第十七名。天順元年（1457年）丁丑科會試第一百二十九名，殿試登進士第三甲第一百四十八名。

## 家族
曾祖張康德。祖父張明善。父亲張觀純。